# هلكت إدريس عابد

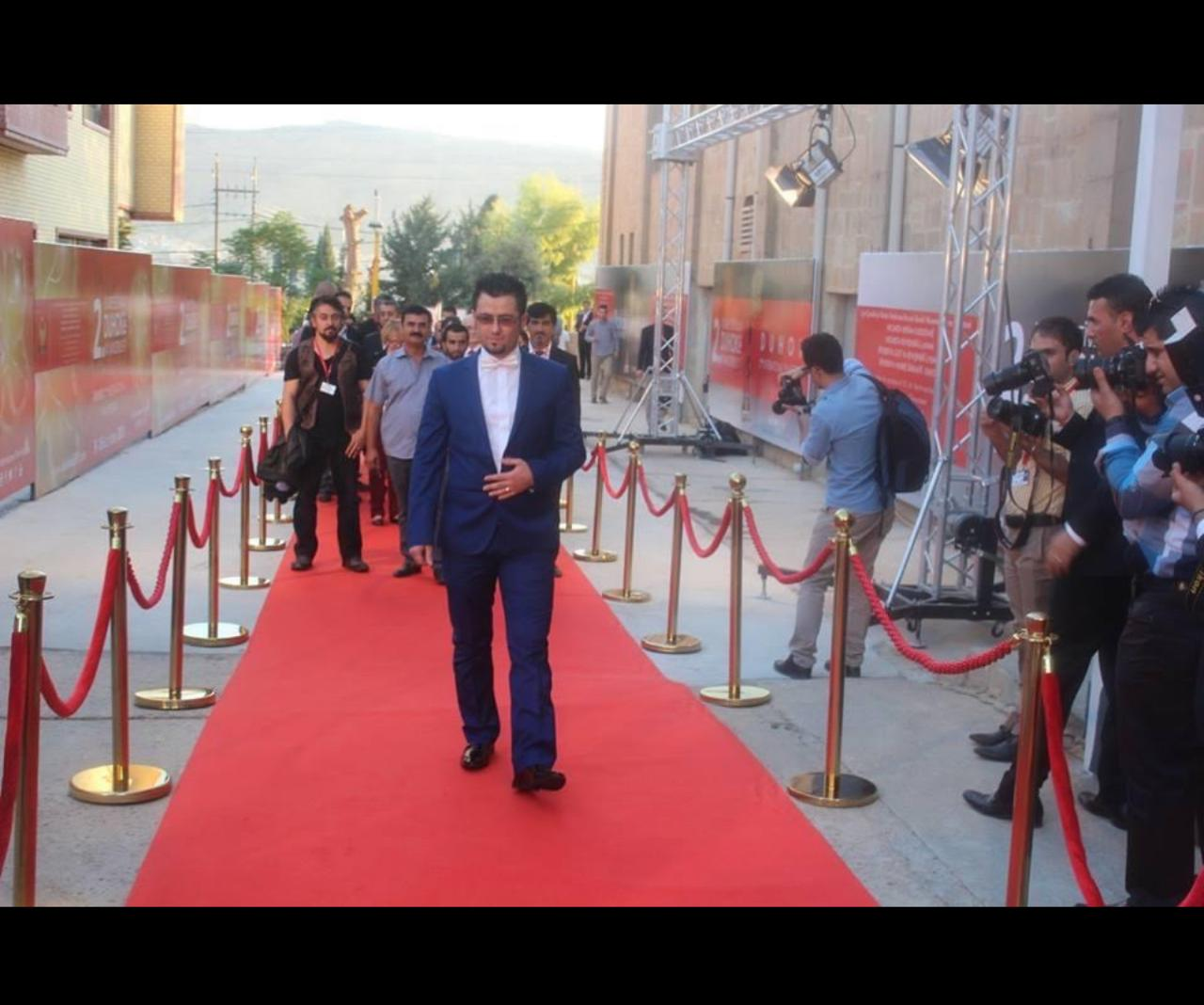
مهرجان دهوك 2013

هلكت إدريس عابد (ولد في 28 يونيو 1988 في سيميل بمحافظة دهوك) هو كاتب، مخرج، ممثل وصحفي كردي من إقليم كردستان العراق. عضو اتحاد كتاب كردستان واتحاد فناني كردستان.

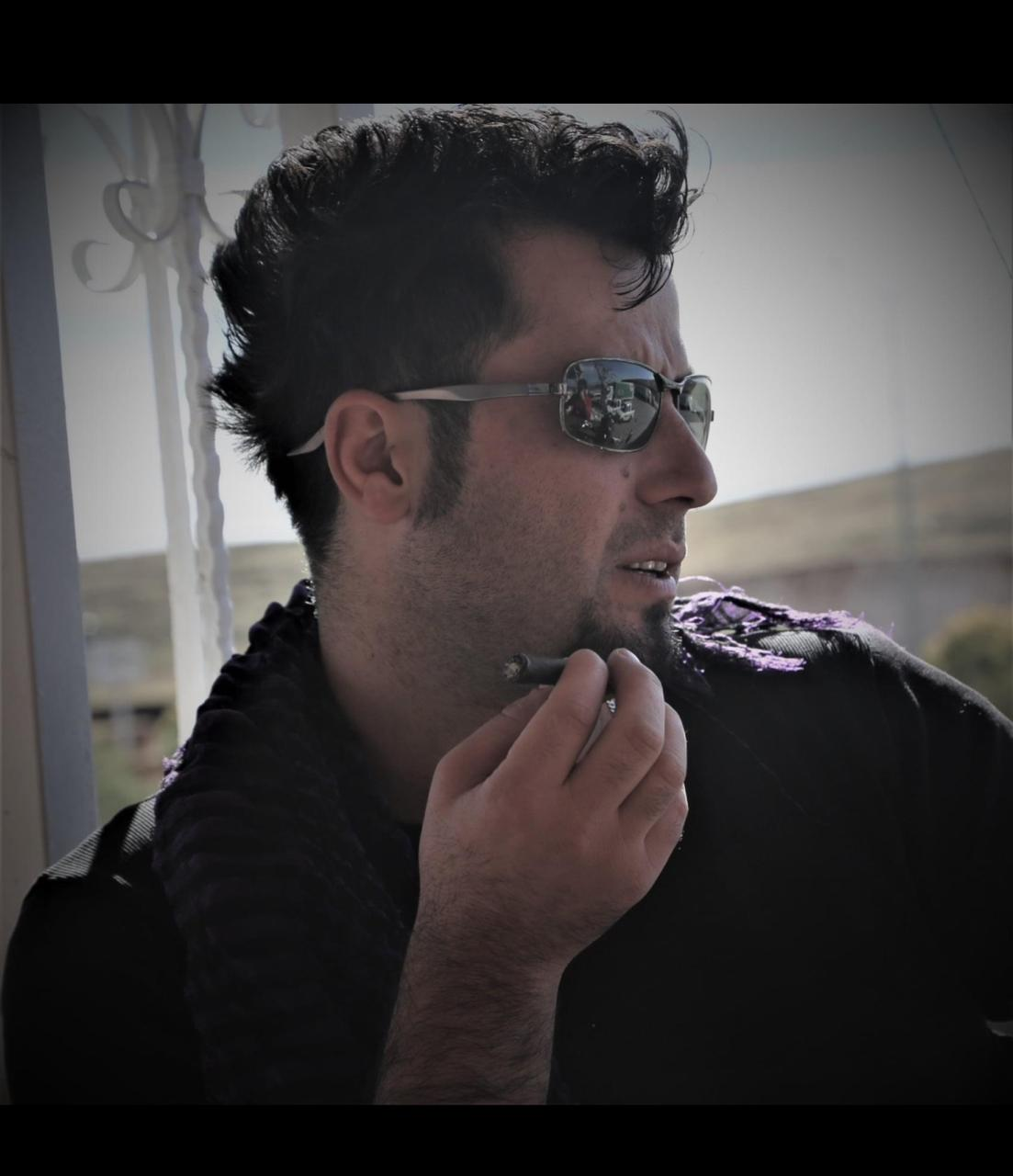
helket idris photo

## السيرة الذاتية

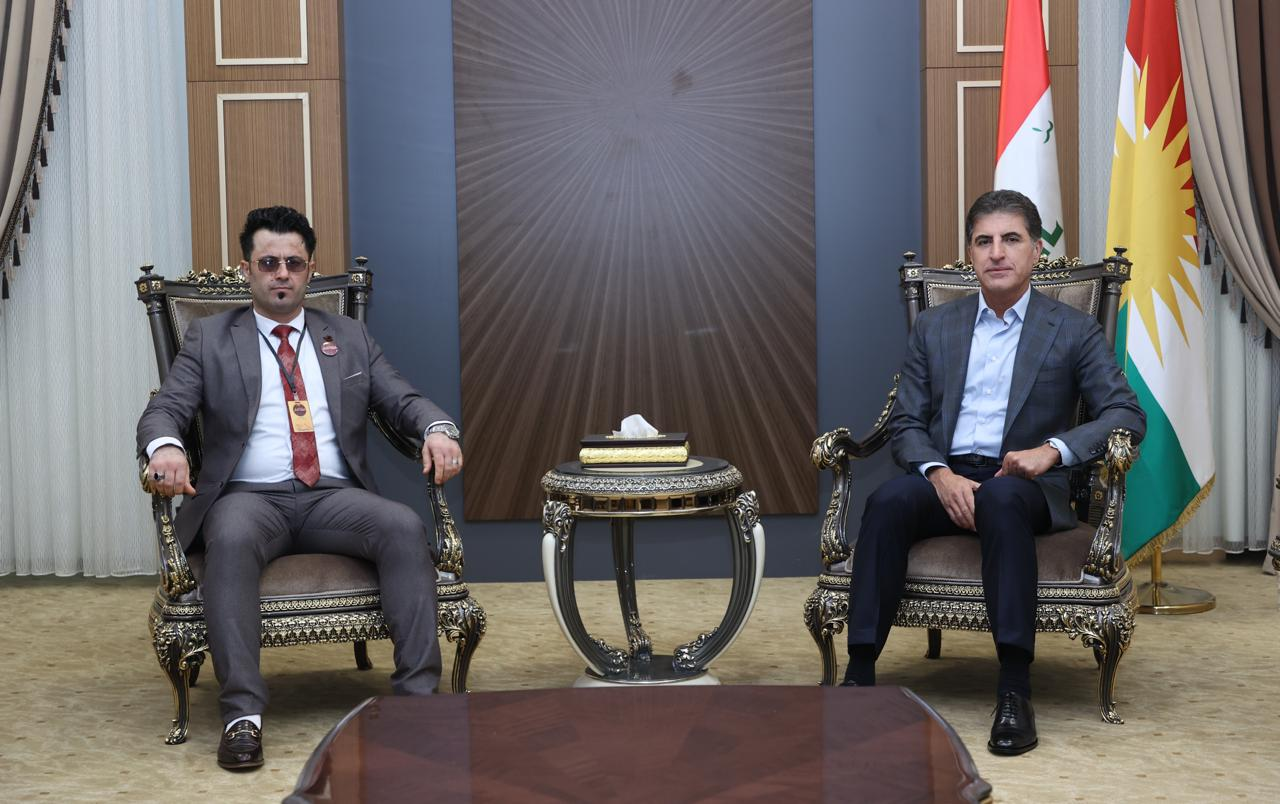
mr nechirvan barzani

ولد في سيميل بمحافظة دهوك. أكمل تعليمه الابتدائي والثانوي في مدرسة الشهداء بسيميل. تخرج عام 2009 من معهد الفنون الجميلة – قسم المسرح في دهوك، وحصل على درجة البكالوريوس في المسرح من جامعة دهوك عام 2013. حصل على درجة الماجستير في الدراسات الكردية من جامعة أرتوكولو في تركيا عام 2021.

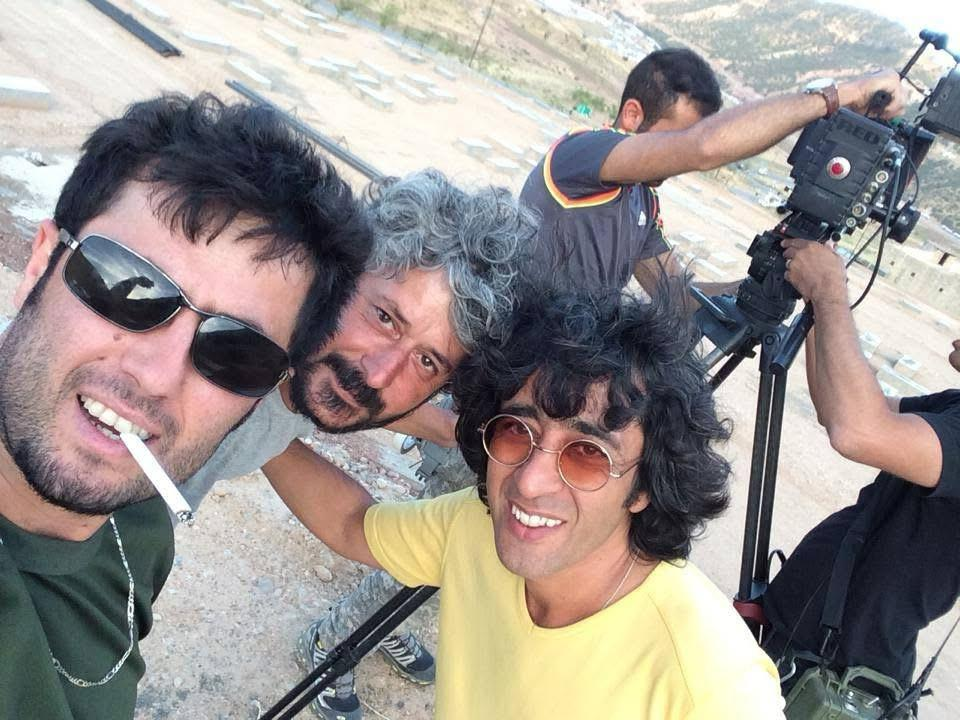
the dark wind move

## المسيرة الفنية

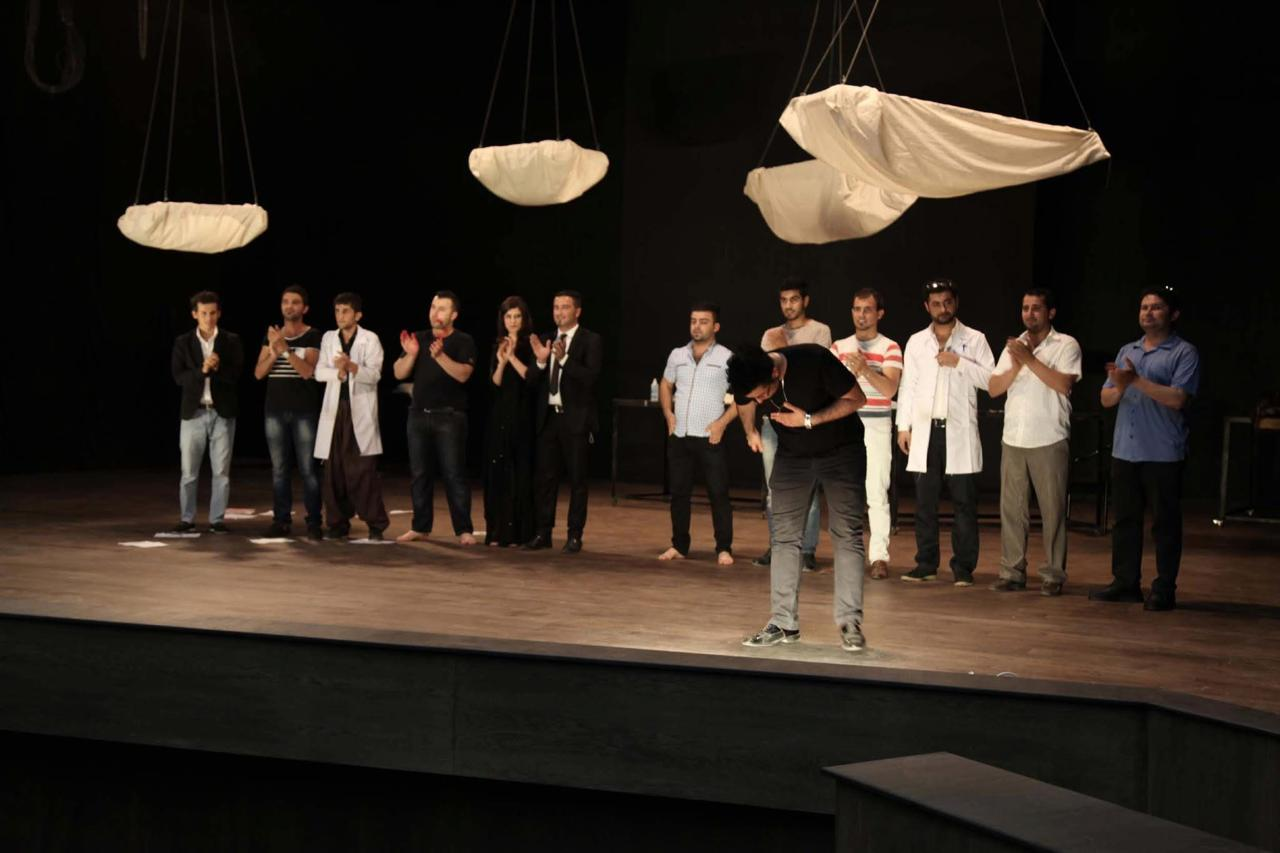
theater 2013

كتب عدة مسرحيات وشارك كممثل في أفلام ومسلسلات تلفزيونية. حصل على عدة جوائز محلية في مجال نصوص و عرض المسرحي
أنتج برنامج "الاكراد في روسيا" عام 2020. فضائية وارتيفي
شارك في مهرجانات محلية ودولية، وكان عضو لجنة تحكيم جائزة باباكوركور في مهرجان كركوك 2024.
هو مؤلف مسرحية (ملحمة كردستان) التي تُعتبر أعظم عمل مسرحي كردي، وقد عُرضت في ١١-٩-٢٠٢٤ بحضور رئيس إقليم كردستان العراق، نيجيرفان بارزاني.

## الجوائز
- جائزة أفضل كاتب مسرحي – مهرجان سقز، إيران (2024)
- جائزة أفضل كاتب مسرحي – أربيل (2019)
- جائزة أفضل مخرج مسرح شارع – سوران (2021)

## المؤلفات
- "حلم خارج القفص" (2011)
- "أناهيتا وجيميفان" (2012؛ الطبعة الثانية 2023 في إسطنبول)
- قبر امي 2021

## المسرح والسينما
- فيلم "ريسيبا: الريح المظلمة" (2016) – ممثل ومدير اختيار ممثلين
- فلم  البيت بدون سقف ٢٠١٦
- "فيكولين" (2020)
- مسرحيات منها "بوچي مر" (2013)، "مشهد في الغاز" (2015)، "مشهد القتل" (2016)، "من يرحل؟" (2021)